# Antònia Pich i Santasusana
Antònia Pich Santasusana (Sant Andreu de Palomar, Barcelona, 11 d'abril de 1910 – Sant Andreu de Palomar, 18 d'octubre de 1990) fou una pianista, violinista i professora de música, germana de Joan Pich i Santasusana. Antònia Pich també tingué una faceta com a escriptora, durant els anys de la Segona República Espanyola col·laborà assíduament a les revistes L'Andreuenc, Flames Noves i La Dona Catalana.
Antònia Pich es va iniciar en la música des de ben petita al costat de la seva mare, Sofia Santasusana i Falip, que era mestra de professió i tenia estudis musicals. Als nou anys començà els estudis oficials a l'Escola Municipal de Música de Barcelona, on cursà solfeig i teoria de la música amb Lluís Millet; harmonia, contrapunt i fuga amb Frederic Alfonso; violí amb Clemente Ibarguren i Manuel Viscasillas; piano amb Júlia Obradors i, posteriorment, aprofundí la tècnica del piano amb Blanca Selva i Henry.
L'abril de l'any 1935 ingressà com a violinista al quartet de corda de l'Institut Orquestral de l'Associació Obrera de Concerts juntament amb els músics Ricard Abelló, Maties Maseras i Leandre Macià, També fou professora de solfeig i teoria musical a l'escola de música de l'orfeó L'Eco de Catalunya i de l'Associació Musical del districte novè de Barcelona.
Com a pianista debutà el diumenge 20 de novembre de 1938 al Palau de la Música Catalana amb el Concert de Saint-Saëns, acompanyada per la Banda Municipal de Barcelona sota la direcció de Joan Lamote de Grignon, obtenint un gran èxit. La seva tasca com a pianista seguí una trajectòria ascendent participant en diversos concerts amb les orquestres Simfònica i Filharmònica de Barcelona.
Més tard s'especialitzà en l'acompanyament pianístic d'artistes, tant vocals com instrumentals. Entre els solistes vocals que acompanya, figuren les sopranos Maria José Simó, Emilia Giribás Ordura, Maria Teresa Fius, Carmen Cecilia Castillero, Maria Alós, Maria Àngels Sarroca, Maria Espona Grau, Maria Madurell; els tenors Hipólito Lázaro i José Cortés i els barítons Enzo Constantini, Joan Sayós i Ricard Fuster. Pel que fa als instrumentals, destaquen el viol·loncelista Ricard Boadella i els violinistes Joan Alós, Francesc Costa, Rosa Garcia-Fària, Carlo Van Neste, Lola Bobesco, Josep Roca i Orfelia Rodrigo.
L'any 1954, de retorn d'un dels seus viatges d'Amèrica, el violinista Joan Manén li demanà que fos la seva pianista acompanyant oficial per als seus recitals. Junts feren diverses gires per Catalunya, l'Estat espanyol i l'estranger amb un gran èxit, tal com reflecteixen les crítiques de l'època.
Va ser una de les creadores del Conservatori Musical de l'Orfeó Eco de Catalunya, junt amb el seu germà Joan i el Mestre Martí Milà.

## Reconeixement i memòria
L'Ajuntament de Barcelona va aprovar al desembre de 2023 donar la denominació de Jardins d'Antònia Pich Santasusana a l'espai situat entre el carrer del Pare Manyanet i el carrer de Bonaventura Gispert, al districte de Sant Andreu.

## Enregistraments
- Concierto Para Tuba y Piano, Concierto Para Saxo y Piano, Duo Para Flauta y Tuba[8]
- Música Catalana per a flauta[9]